# Jacob Edgren

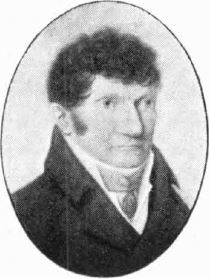
Jacob Edgren.

Jacob Edgren, född 22 februari 1764 i Gamlakarleby, död 7 augusti 1825 i Uppsala, var en finländsk militärläkare. 
Edgren blev student vid Kungliga Akademien i Åbo 1782, medicine kandidat 1786, medicine licentiat samma år, kirurgie magister 1802 och medicine doktor (primus) samma år. Han blev fältmedikus vid lasaretten i Lovisa 1788 och regementsfältskär vid Stackelbergska regementet 1789. Han var andre fältläkare vid norra finska armén under kriget 1808–1809, tilldelades assessors namn, heder och värdighet 1810, var regementsläkare vid Svea livgarde 1811–1812 och vid Jönköpings regemente 1812 samt tilldelades överfältläkares namn, heder och värdighet samma år. Han bevistade fälttåget i Tyskland och Norge 1813–1814, blev brigadläkare vid 5:e infanteribrigaden 1817 samt brigadläkare vid 3:e infanteribrigaden och regementsläkare vid Upplands regemente från 1819.